# Borggölen (Hycklinge socken, Östergötland)
Borggölen är en sjö i Kinda kommun i Östergötland och ingår i Botorpsströmmens huvudavrinningsområde.